# Lil Buck
Charles "Lil Buck" Riley (Memphis, Tennessee — 25 de Maio de 1988) é um dançarino e rapper. Ele que é especializado em um estilo de dança de rua chamado jookin'.
Ganhou popularidade quando o diretor Spike Jonze usou seu telefone celular para gravar uma performance interpretativa de "The Dying Swan", por Lil Buck e Yo-Yo Ma. Jonze enviou o vídeo para o YouTube, que em novembro de 2015 já tinha acumulado mais de três milhões de visualizações.